# Lysmata
Lysmata (Risso, 1816) — рід морських креветок-чистильників родини Hippolytidae. Проживають у тропічних та субтропічних водах світового океану, мешкаючи переважно у розломах та печерах, або серед коралових рифів. Позбавляють риб від шкідливих паразитів та решток змертвілої шкіри, за що й отримали статус чистильників. Під час процесу очистки можуть запливати навіть до рота мурен чи груперів задля видалення решток їжі між зубами риб.
Креветки Lysmata не мають поділу на статі та є гермафродитами, причому у них спостерігається послідовна протягом життєвого циклу зміна статі — дихогамія. 
Популярні серед власників морських акваріумів.

## Види
- Lysmata amboinensis (De Man, 1888)
- Lysmata anchisteus (Chace, 1972)
- Lysmata ankeri (Rhyne & Lin, 2006)
- Lysmata argentopunctata (Wicksten, 2000)
- Lysmata bahia (Rhyne & Lin, 2006)
- Lysmata boggessi (Rhyne & Lin, 2006)
- Lysmata californica (Stimpson, 1866)
- Lysmata chica (Wicksten, 2000)
- Lysmata debelius (Bruce, 1983)
- Lysmata dispar (Hayashi, 2007)
- Lysmata galapagensis (Schmitt, 1924)
- Lysmata grabhami (Gordon, 1935)
- Lysmata gracilirostris (Wicksten, 2000)
- Lysmata guamensis (Anker & Cox, 2011)
- Lysmata hochi (Baeza & Anker, 2008)
- Lysmata holthuisi (Anker, Baeza & De Grave, 2009)
- Lysmata intermedia (Kingsley, 1878)
- Lysmata jundalini (Rhyne, Calado & Santos, 2012)
- Lysmata kempi (Chace, 1997)
- Lysmata kuekenthali (De Man, 1902)
- Lysmata lipkei (Okuno & Fiedler, 2011)
- Lysmata moorei (Rathbun, 1901)
- Lysmata morelandi (Yaldwyn, 1971)
- Lysmata multiscissa (Nobili, 1904)
- Lysmata nayaritensis (Wicksten, 2000)
- Lysmata nilita (P. F. R. Dohrn & Holthuis, 1950)
- Lysmata olavoi (Fransen, 1991)
- Lysmata pederseni (Rhyne & Lin, 2006)
- Lysmata philippinensis (Chace, 1997)
- Lysmata porteri (Rathbun, 1907)
- Lysmata rafa (Rhyne & Anker, 2007)
- Lysmata rathbunae (Chace, 1970)
- Lysmata rauli (Laubenheimer & Rhyne, 2010) 
синонім Lysmata vittata (Stimpson, 1860)[1]
- Lysmata seticaudata (Risso, 1816)
- Lysmata splendida (Burukovsky, 2000)
- Lysmata stenolepis (Crosnier & Forest, 1973)
- Lysmata ternatensis (De Man, 1902)
- Lysmata trisetacea (Heller, 1861)
- Lysmata udoi (Baeza, Bolaños, Hernandez & López, 2009)
- Lysmata uncicornis (Holthuis & Maurin, 1952)
- Lysmata vittata (Stimpson, 1860)
- Lysmata wurdemanni (Gibbes, 1850)
- Lysmata zacae (Armstrong, 1941)

## Галерея

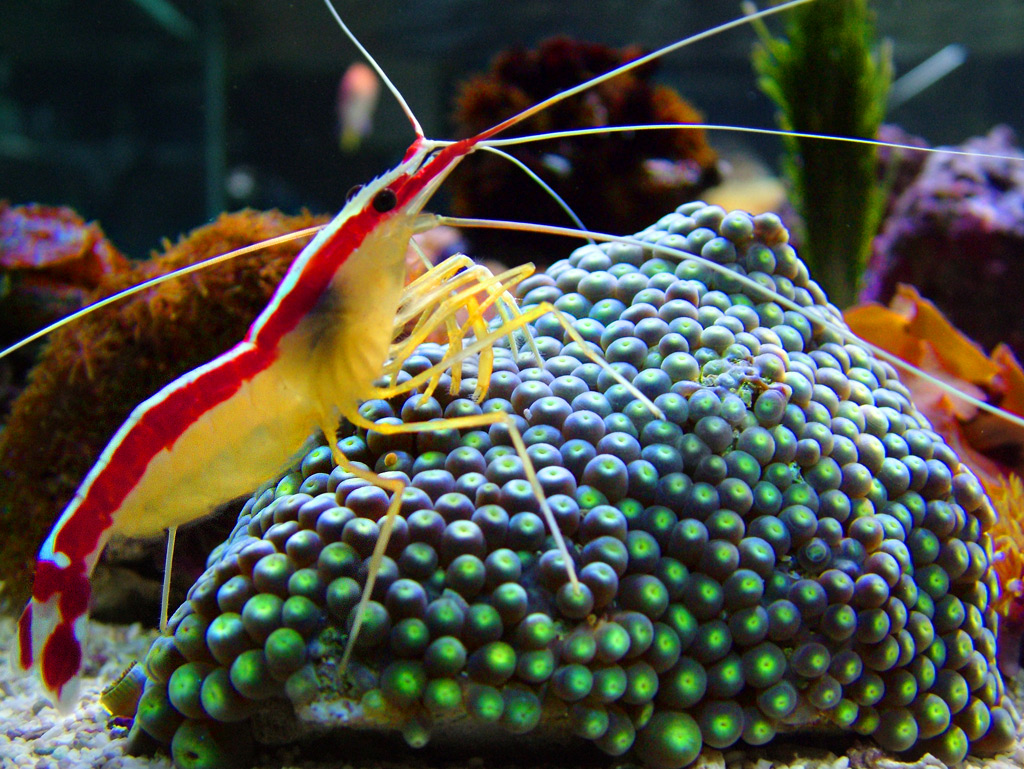
Lysmata amboinensis
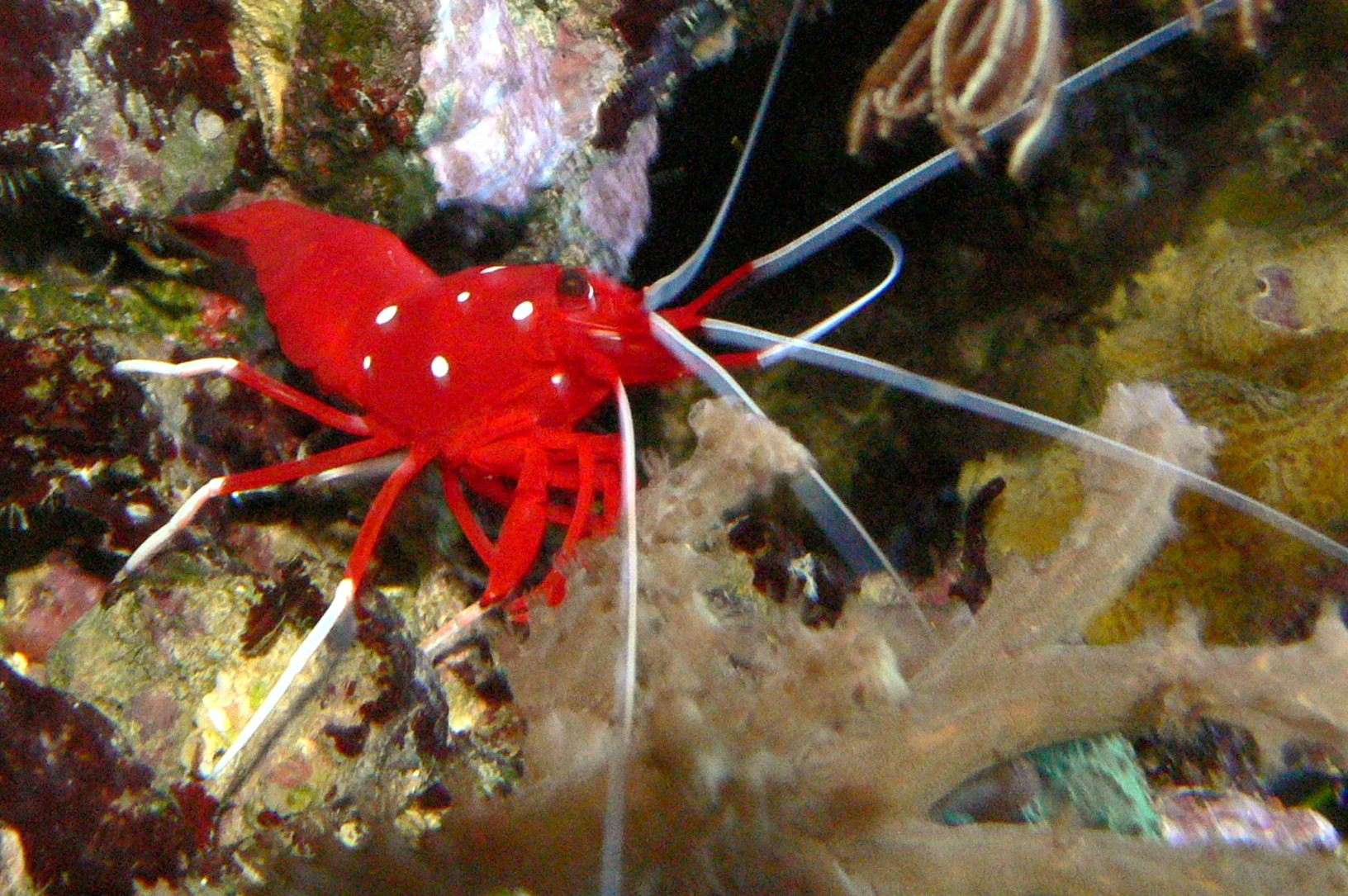
Lysmata debelius
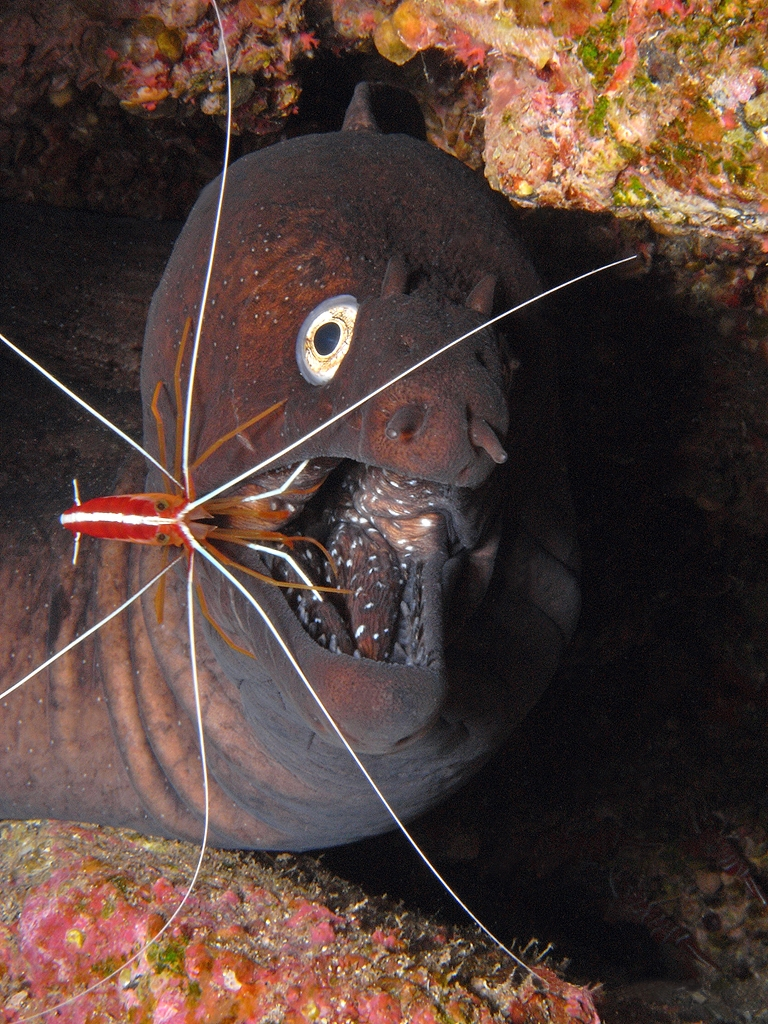
Lysmata grabhami
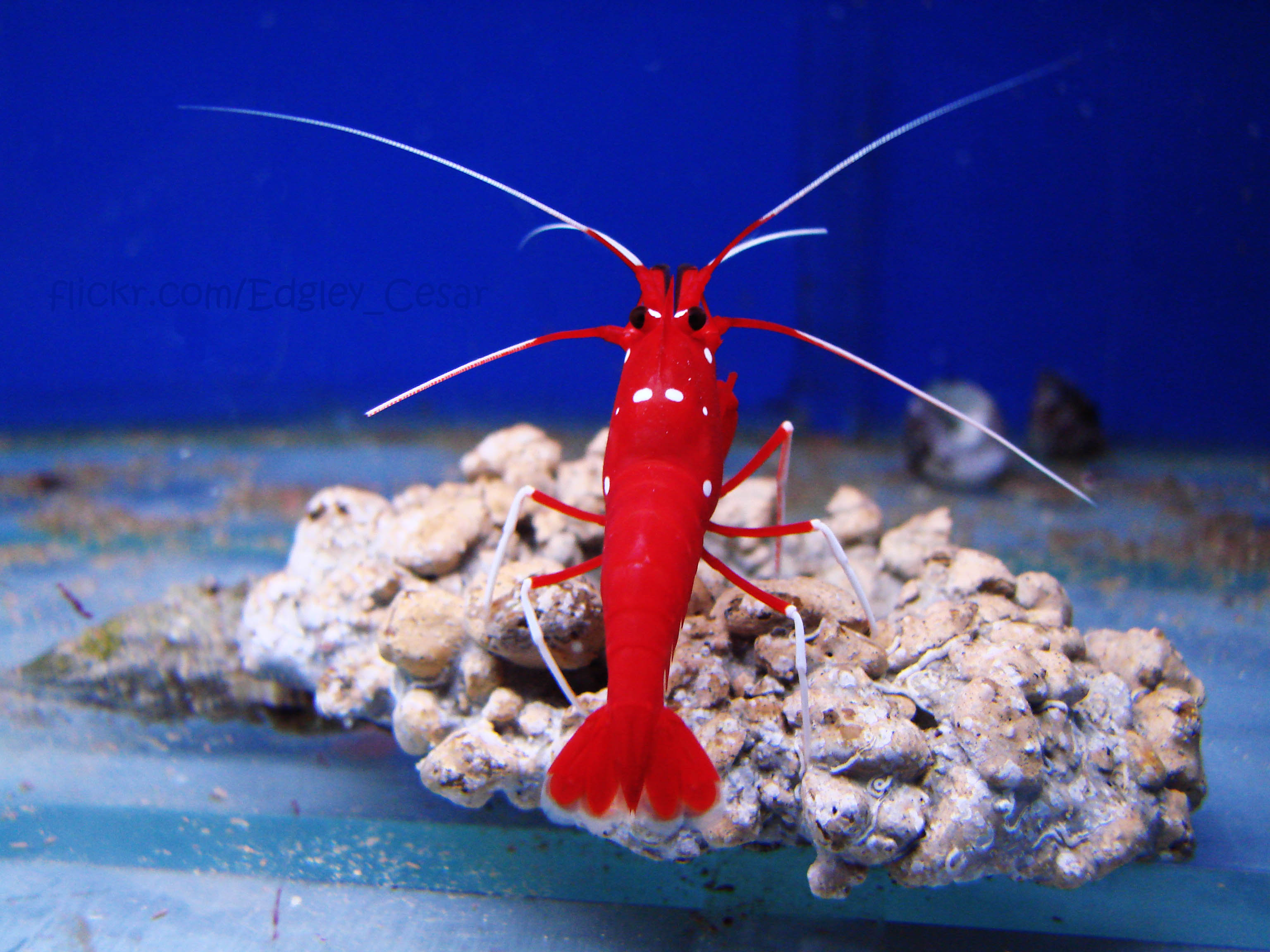
Lysmata debelius